# Dereżyce (gmina)
Dereżyce – dawna gmina wiejska w powiecie drohobyckim województwa lwowskiego II Rzeczypospolitej. Siedzibą gminy były Dereżyce.
Gminę utworzono 1 sierpnia 1934 r. w ramach reformy na podstawie ustawy scaleniowej z dotychczasowych gmin wiejskich: Dereżyce, Jasienica Solna, Manaster Dereżycki, Modrycz, Popiele.
W latach 1941–43 w Landkreis Drohobycz (Generalne Gubernatorstwo). 1 września 1943 gminę Dereżyce zniesiono włączając jej obszar do:
- miasta Borysław  – wieś Popiele,
- miasta Drohobycz  – miejscowości  Młynki Siwkowe i Młynki Szkolnikowe z wsi Modrycz,
- gminy Lisznia  – wsie Dereżyce, Jasienica Solna i Manaster Dereżycki,
- gminy Stebnik  – miejscowości  Cyganówka, Modrycz i Państwowa Odbieralnia Ropy z wsi Modrycz.

Po II wojnie światowej obszar gminy znalazł się w ZSRR.